# Liste des recteurs de l'université de Dakar
Cette page dresse la liste des recteurs de l'université Cheikh-Anta-Diop de Dakar depuis sa création à nos jours.

## Recteurs
| Recteur                    | Début de mandat | Fin de Mandat |       |
| -------------------------- | --------------- | ------------- | ----- |
| Jean Capelle               | 1947            | 1949          |       |
| Guillaume Henri Camerlynck | 1950            | 1954          |       |
| Jean Capelle               | 1954            | 1957          |       |
| Lucien Paye                | 1957            | 1960          |       |
| Claude Franck              | 1960            | 1964          |       |
| Pierre Lelièvre            | 1964            | 1967          |       |
| Paul Teyssier              | 1967            | 1971          |       |
| Seydou Madani Sy           | 1971            | 1986          |       |
| Souleymane Niang           | 1986            | 1998          |       |
| Moustapha Sourang          | 1998            | 2001          |       |
| Abd-El Kader Boye          | 2001            | 2003          |       |
| Abdou Salam Sall           | 2003            | 2010          | [ 1 ] |
| Saliou Ndiaye              | 2010            | 2014          |       |
| Ibrahima Thioub            | 2014            | 2020          |       |
| Ahmadou Aly MBaye          | 2020            | 2024          | [ 2 ] |
| Pr Alioune Badara KANDJI   | 2025            | En cours      |       |